# Tuvia Hod-Hochwald
Tuvia Hod-Hochwald, auch  Rav Tuvia Hod, (geboren 1949 in Petach Tikwa, Israel; gestorben am 3. April 2019 in London) war ein israelisch-deutscher Rabbiner und Landesrabbiner von Rheinland-Pfalz sowie Chef der Kaschrut-Abteilung in der Orthodoxen Rabbinerkonferenz. 

## Leben
Tuvia Hod-Hochwald war der Sohn von Abraham Hochwald, einem Rabbiner in München, Hannover, Düsseldorf, Aachen und langjährigen Landesrabbiner von Nordrhein-Westfalen. Er wuchs in Petach Tikwa auf, sein Nachname Hod ist die hebräische Version des Familiennamens Hochwald. Er durchlief zunächst eine Offiziersausbildung bei der israelischen Armee. Anschließend studierte er an der Chewron-Jeschiwa und absolvierte sein Diplom als Rabbiner. Zudem studierte er Judaistik. Er war als Lehrer an Gymnasium und Universität tätig. Er diente 15 Jahre lang als Armeerabbiner der israelischen Infanterie und war unter anderem Teilnehmer am Libanonkrieg 1982.
Hod kam Ende der 80er Jahre nach Deutschland und war Rabbiner der jüdischen Gemeinde in Bad Kissingen, amtierte aber auch in Trier, Kaiserslautern und Speyer. Zudem war er Landesrabbiner von Rheinland-Pfalz. Er war Mitbegründer der Orthodoxen Rabbinerkonferenz Deutschlands (ORD).
Hauptengagement von Tuvia Hod-Hochwald war jedoch die Beratung und Zertifizierung von internationalen Firmen, die koschere Lebensmittel produzierten. Als Kaschrut-Experte und Maschgiach war Hod der Chef der Kaschrut-Abteilung der Orthodoxen Rabbinerkonferenz Deutschland und Autor einer Kaschrut-Liste. Tuvia Hod‐Hochwald sprach sieben Sprachen.
Er war verheiratet mit Sarah; aus der Ehe stammen zwei in Israel lebende Töchter.

## Schriften
- Rabbi, ist das koscher?, Doronia 2004, ISBN 978-3929895193 (Englisch, Deutsch, Hebräisch, Russisch)